# Berkshire Hathaway
|  | Per a altres significats, vegeu «Berkshire (desambiguació)». |

Berkshire Hathaway Inc és una empresa multinacional nord-americana amb seu a Omaha, Nebraska, Estats Units, que supervisa i gestiona una sèrie d'empreses filials. La companyia és propietària completa de: GEICO, BNSF, Lubrizol, Dairy Queen, Fruit of the Loom, Helzberg Diamants, FlightSafety Internacional, i NetJets, és propietària de la meitat de Heinz i un percentatge no revelat de Mars, Incorporated, i té participacions minoritàries significatives en American Express, The Coca-Cola Company, Wells Fargo, i IBM.
La companyia és coneguda pel seu control per l'inversor Warren Buffett, que és el president i conseller delegat, i Charlie Munger, vicepresident de la companyia. Buffett ha utilitzat el "float" proporcionat per les operacions d'assegurances de Berkshire Hathaway (liquiditat generada degut a les diferències temporals entre el cobrament de les primes d'assegurances i el pagament dels sinistres) per finançar les seves inversions.